# Il coraggioso
Il coraggioso (The Brave) è un film del 1997 diretto da Johnny Depp e tratto da un romanzo di Gregory Mcdonald. Questo film rappresenta il debutto alla regia di Depp, che è anche co-sceneggiatore, insieme al fratello, e attore protagonista, insieme a Marlon Brando, della pellicola.
Il film è stato presentato in concorso al 50º Festival di Cannes, in cui ha ricevuto critiche sia positive sia negative. Da allora Depp non ha distribuito il film e il DVD è disponibile solamente al di fuori degli USA.
In alcune edizioni italiane uscite in dvd, il film è stato intitolato The Brave - Il coraggioso.

## Trama
Raphael è un nativo americano che vive con moglie e figli in una comunità sorta all'interno di una discarica. Realizzando l'impossibilità di uscire da questa situazione e la sua incapacità di provvedere alla famiglia, accetta di prendere parte a uno snuff movie in cambio di una grande somma in denaro, che spera possa aiutare la sua famiglia a costruirsi una vita migliore.
Avendo ricevuto i soldi in anticipo, Raphael ha l'opportunità di continuare a vivere una settimana prima di tornare nel luogo in cui verrà torturato e ucciso.